# Барни, Натали

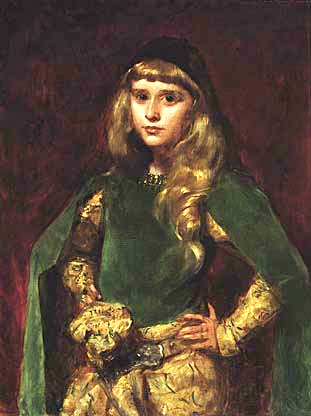
Картина Каролюса-Дюрана, изображающая Барни в возрасте десяти лет, висела на стене её салона на улице Жакоб, 20.

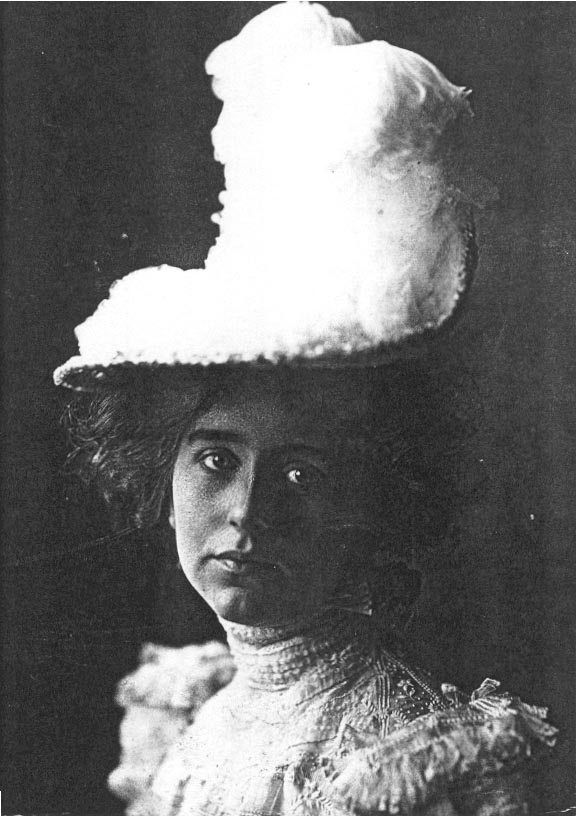
Натали Клиффорд Барни, фотография 1892

Натали Клиффорд Барни (англ. Natalie Clifford Barney, 31 октября 1876, Дейтон, Огайо — 2 февраля 1972, Париж) — американский драматург, поэтесса и писательница. Жила в Париже в качестве эмигрантки.
Более 60 лет в её доме на улице Жакоб, 20 на Левом берегу реки Сены в Париже находился салон, который посещали писатели и художники со всего мира, в том числе многих ведущих деятелей французской литературы, а также американских и британских модернистов «Потерянного поколения». Барни работала над продвижением женского творчества и создала «Академию женщин» (L’Académie des Femmes) в ответ на Французскую академию для мужчин, а также оказывала поддержку и вдохновляла писателей-мужчин от Реми де Гурмона до Трумана Капоте.
Она была открытой лесбиянкой и начала публиковать любовные стихи для женщин под своим собственным именем ещё в 1900 году, считая скандал «лучшим способом избавиться от неприятностей» (имеется в виду гетеросексуальное внимание со стороны молодых мужчин). Натали писала как на французском, так и на английском языках. В своих работах она поддерживала феминизм и пацифизм. Барни выступала против моногамии и имела много пересекающихся долгосрочных и краткосрочных отношений, в том числе романтические отношения с поэтессой Рене Вивьен и танцовщицей Армен Оганян, а также 50-летние отношения с художницей Ромейн Брукс. Её жизнь и любовные похождения послужили вдохновением для многих романов, написанных другими, начиная от непристойного французского бестселлера «Сапфическая идиллия» и заканчивая «Колодцем одиночества», самым известным лесбийским романом двадцатого века.

## Ранние годы
Барни родилась в 1876 году в Дейтоне штата Огайо в семье Альберта Клиффорда Барни и Элис Пайк Барни. Её мать имела французские, голландские и немецкие корни, а отец — английского происхождения; сын богатого производителя железнодорожных вагонов. Её прадед по материнской линии был евреем.

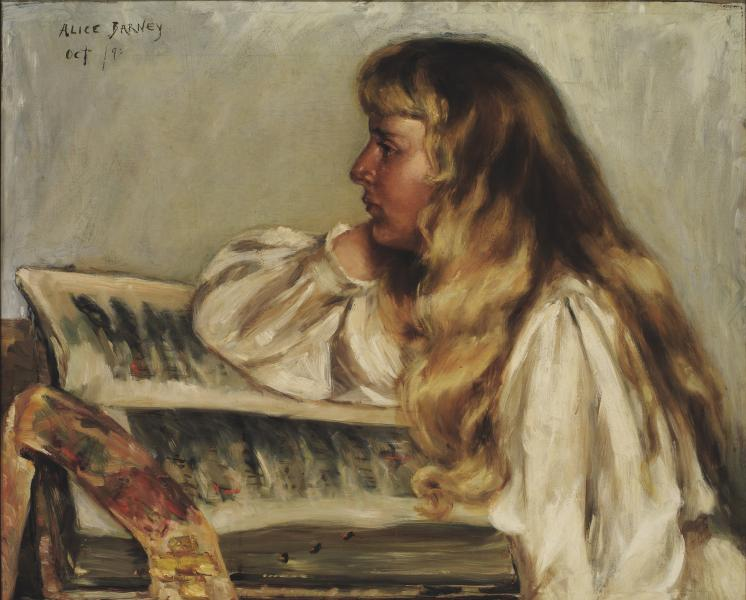
Элис Пайк Барни. Портрет дочери примерно в 13 лет.

Когда Барни было пять лет, её семья провела лето в нью-йоркском отеле «Лонг-Бич», где Оскар Уайльд выступал с лекциями по Америке. Уайлд подхватил её, когда она пробегала мимо него, спасаясь от группы маленьких мальчиков, и держал её вне их досягаемости. Затем он усадил её к себе на колени и рассказал ей историю. На следующий день он присоединился к Барни и её матери на пляже, где их разговор изменил ход жизни Элис. Уайльд вдохновил Элис серьёзно заняться искусством, несмотря на неодобрение её мужа много лет спустя. Позже она училась у Каролюса-Дюрана и Джеймса Макнилла Уистлера. Многие картины Элис Пайк Барни сейчас находятся в Американском художественном музее Смитсоновского института.
Как и многие девушки её времени, Барни получила бессистемное образование. Её интерес к французскому языку начался с гувернантки, которая читала ей вслух рассказы Жюля Верна, так что ей пришлось бы быстро учиться, чтобы понять их. Она и её младшая сестра Лаура посещали Les Ruches, французскую школу-интернат в Фонтенбло, основанную феминисткой Мари Сувестр, которая также основала Академию Алленсвуда в Уимблдоне, а затем за пределами Лондона, в которой учились такие известные люди, как Элеонора Рузвельт. Став взрослой, она свободно говорила и писала по-французски.
Когда ей было десять лет, её семья переехала из Огайо в район Скотт-Серкл в Вашингтоне округа Колумбия, проводя лето в Бар-Харборе штата Мэн. Как непокорная и нетрадиционная дочь одной из самых богатых семей города, она часто упоминалась в вашингтонских газетах. В свои двадцать с небольшим лет она попала в заголовки газет, проскакав галопом через Бар-Харбор, ведя перед собой вторую лошадь на поводке, верхом (по-мужски, а не боком) в дамском седле.
Позже Барни сказала, что к двенадцати годам знала, что она лесбиянка, и была полна решимости «жить открыто, ничего не скрывая». В 1899 году, увидев куртизанку Лиану де Пужи в танцевальном зале в Париже, Барни появилась в резиденции де Пужи в костюме пажа и объявила, что она «страница любви», присланная Сапфо.
Хотя де Пужи была одной из самых известных женщин во Франции, популярной среди богатых и титулованных мужчин, дерзость Барни очаровала её. Их короткая связь стала предметом откровенного романа с ключом де Пужи «Сапфическая идиллия» (Idylle Saphique). Опубликованная в 1901 году, эта книга стала притчей во языцех в Париже, переизданная более 60 раз за первый год. Вскоре Барни стала хорошо известна как прототип для одного из персонажей. Однако к этому времени они уже расстались после неоднократных ссор из-за желания Барни «спасти» де Пужи от её жизни куртизанки.
Сама Барни написала главу в «Идиллии», в которой она лежала у ног де Пужи в театральной ложе с экраном и смотрела пьесу «Гамлет» с участием Сары Бернар. Во время антракта Барни (как персонаж «мисс Флосси») сравнивает тяжелое положение Гамлета с положением женщин: «Что есть для женщин, которые испытывают страсть к действию, когда безжалостная Судьба держит их в цепях? Судьба сделала нас женщинами в то время, когда закон мужчин — единственный закон, который признается». Она также написала «Письма без связи / Lettres à une Connue» (Letters to a Woman I Have Known / Письма к женщине, которую я знала), свой собственный эпистолярный роман об этой любовной связи. Хотя Барни не смогла найти издателя для книги и позже назвала её наивной и неуклюжей, роман примечателен обсуждением гомосексуализма, который Барни считала естественным и сравнивала с альбинизмом. «Мое необычное сексуальное влечение, — сказала она, — не является пороком, не является преднамеренным и никому не вредит».

## Ева Палмер-Сикелианос

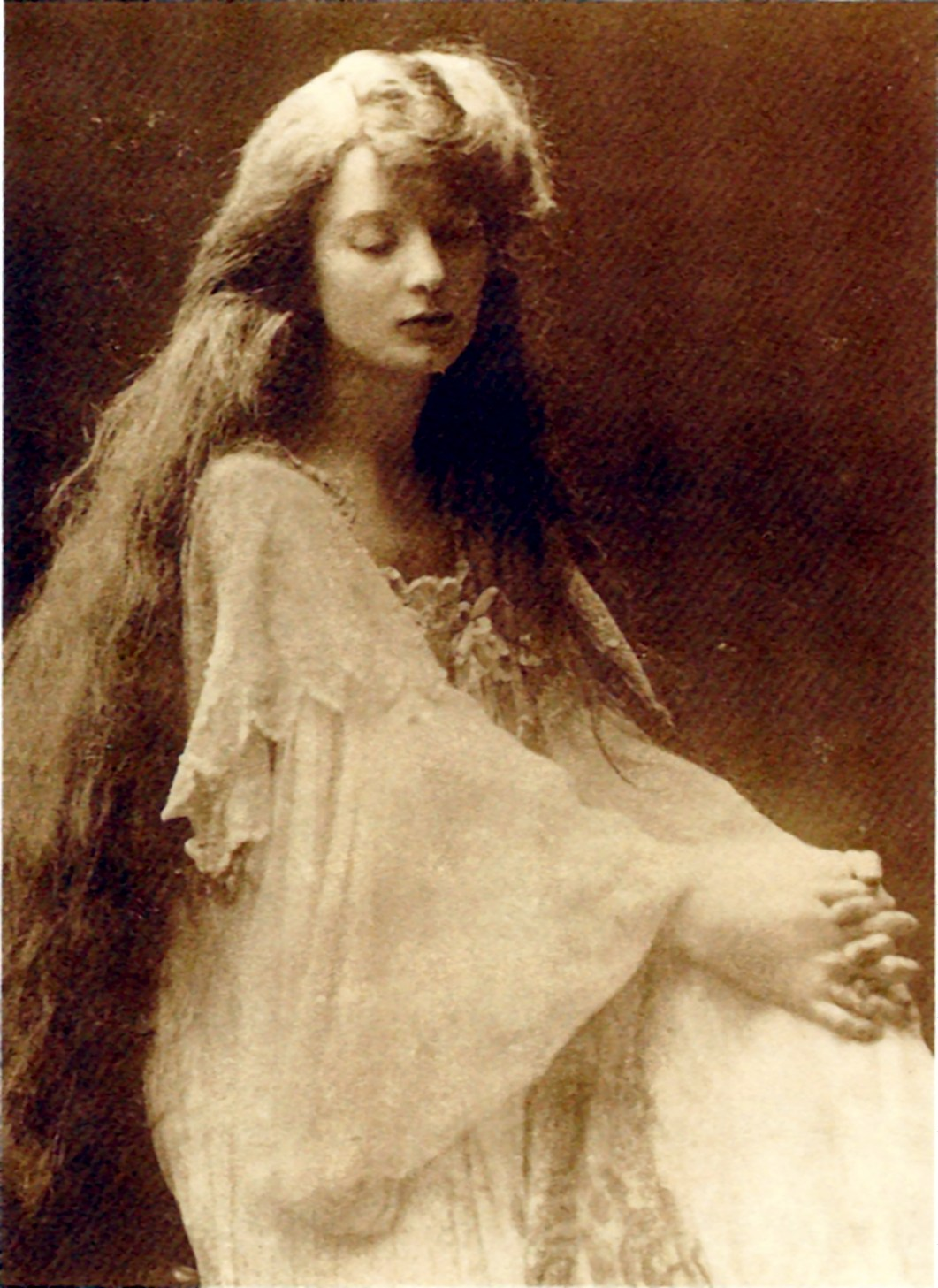
Ева Палмер-Сикелианос.

Самые ранние интимные отношения Барни были с Евой Палмер-Сикелианос. В 1893 году они познакомились во время летних каникул в Бар-Харборе штата Мэн. Барни сравнила Палмер со средневековой девственницей — ода её рыжим волосам до щиколоток, зелёным, как море, глазам и бледному цвету лица. Эти двое оставались близки в течение нескольких лет. В Париже, будучи молодыми, они делили квартиру на улице Шалгрин, 4, и в конце концов поселились в Нейи. Барни часто обращалась к Палмер за помощью в её романтических увлечениях другими женщинами, включая Полин Тарн. В конце концов Палмер уехала от Барни в Грецию и в конце концов вышла замуж за Ангелоса Сикелианоса. Их отношения не пережили такого поворота событий, Барни плохо относилась к Ангелосу, и они обменялись горячими письмами. Позже в их жизни дружба была восстановлена, и обе по-взрослому посмотрели на роли, которые они играли в жизни друг друга.

## Рене Вивьен

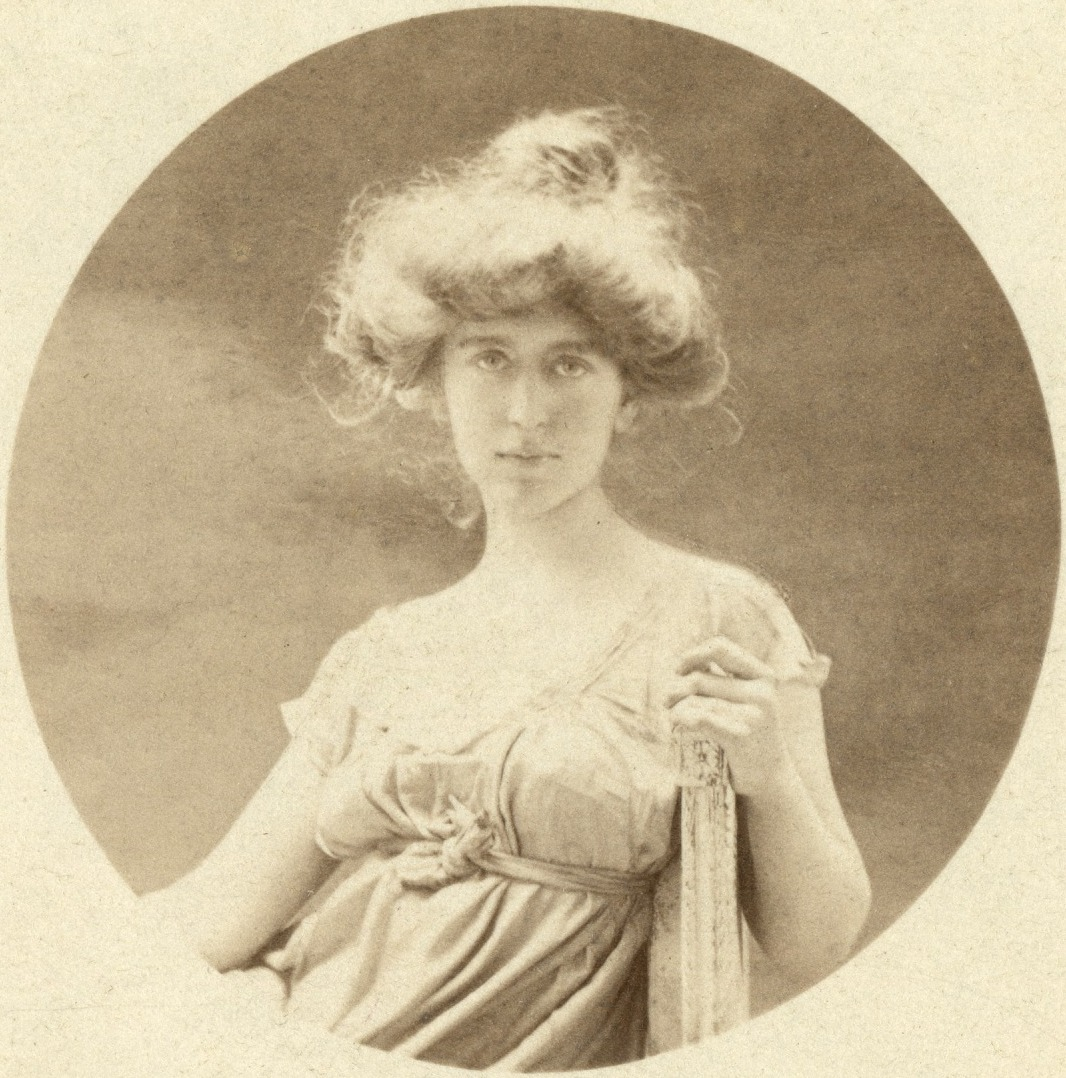
Натали Барни. Около 1900 года.

В ноябре 1899 года Барни познакомилась с поэтессой Полин Тарн, более известной под псевдонимом Рене Вивьен. Для Вивьен это была любовь с первого взгляда, в то время как Барни была очарована Вивьен, услышав, как она читает одно из своих стихотворений, которое она описала как «преследуемое желанием смерти». Их романтические отношения были также творческим обменом, который вдохновил их обеих на написание произведений. Барни предоставила феминистскую теоретическую основу, которую Вивьен исследовала в своих стихах. Они адаптировали образы поэтов-символистов наряду с условностями куртуазной любви для описания любви между женщинами, а также нашли примеры героических женщин в истории и мифах. Сапфо оказала особенно важное влияние, и они изучали греческий язык, чтобы прочитать сохранившиеся фрагменты её поэзии в оригинале. Обе написали пьесы о её жизни.
Вивьен видела в Барни музу, и, как выразилась Барни, «она нашла во мне новое вдохновение, почти не зная меня». Барни чувствовала, что Вивьен выбрала её в качестве роковой женщины и что она хотела «полностью потерять себя… в страданиях» ради своего искусства. Вивьен также верила в верность, на что Барни не хотела соглашаться. В 1901 году, когда Барни гостила у её семьи в Вашингтоне округа Колумбия, Вивьен перестала отвечать на её письма. Барни пыталась вернуть её в течение многих лет, в какой-то момент убедив подругу, оперную певицу Эмму Кальве, спеть под окном Вивьен, чтобы она могла бросить стихотворение (обернутое вокруг букета цветов) на её балкон. Цветы и стихотворение были перехвачены и возвращены гувернанткой.
В 1904 году она написала Je Me Souviens («Я помню»), очень личное стихотворение в прозе об их отношениях, которое было представлено в виде одной рукописной копии Вивьен в попытке вернуть её. Они помирились и вместе отправились на Лесбос, где некоторое время жили счастливо вместе и обсуждали возможность создания школы поэзии для женщин, подобной той, которую Сапфо, согласно традиции, основала на Лесбосе около 2500 лет назад. Однако вскоре Вивьен получила письмо от своей возлюбленной баронессы Элен ван Зёйлен и отправилась в Константинополь, думая, что расстанется с ней лично. Вивьен планировала встретиться с Барни в Париже позже, но вместо этого осталась с баронессой. На этот раз разрыв был окончательным.
После этого здоровье Вивьен быстро ухудшилось. По словам Колетт — подруги и соседки Вивьен, она почти ничего не ела и много пила, даже полоскала рот ароматизированной водой, чтобы скрыть запах. Рассказ Колетт заставил некоторых сказать, что у Вивьен анорексия, но в то время этого диагноза ещё не существовало. Вивьен также пристрастилась к успокоительному хлоральгидрату. В 1908 году она попыталась покончить с собой, выпив настойку опия. Рене умерла в следующем году. В мемуарах, написанных пятьдесят лет спустя, Барни сказала: «Ее нельзя было спасти. Её жизнь была долгим самоубийством. Все превратилось в пыль и пепел в её руках».
В 1949 году, через два года после смерти Элен ван Зёйлен, Барни восстановила премию Рене Вивьен с помощью финансового гранта под руководством «Общества по вопросам литературы» и взяла на себя председательство в жюри в 1950.

## Стихи и пьесы

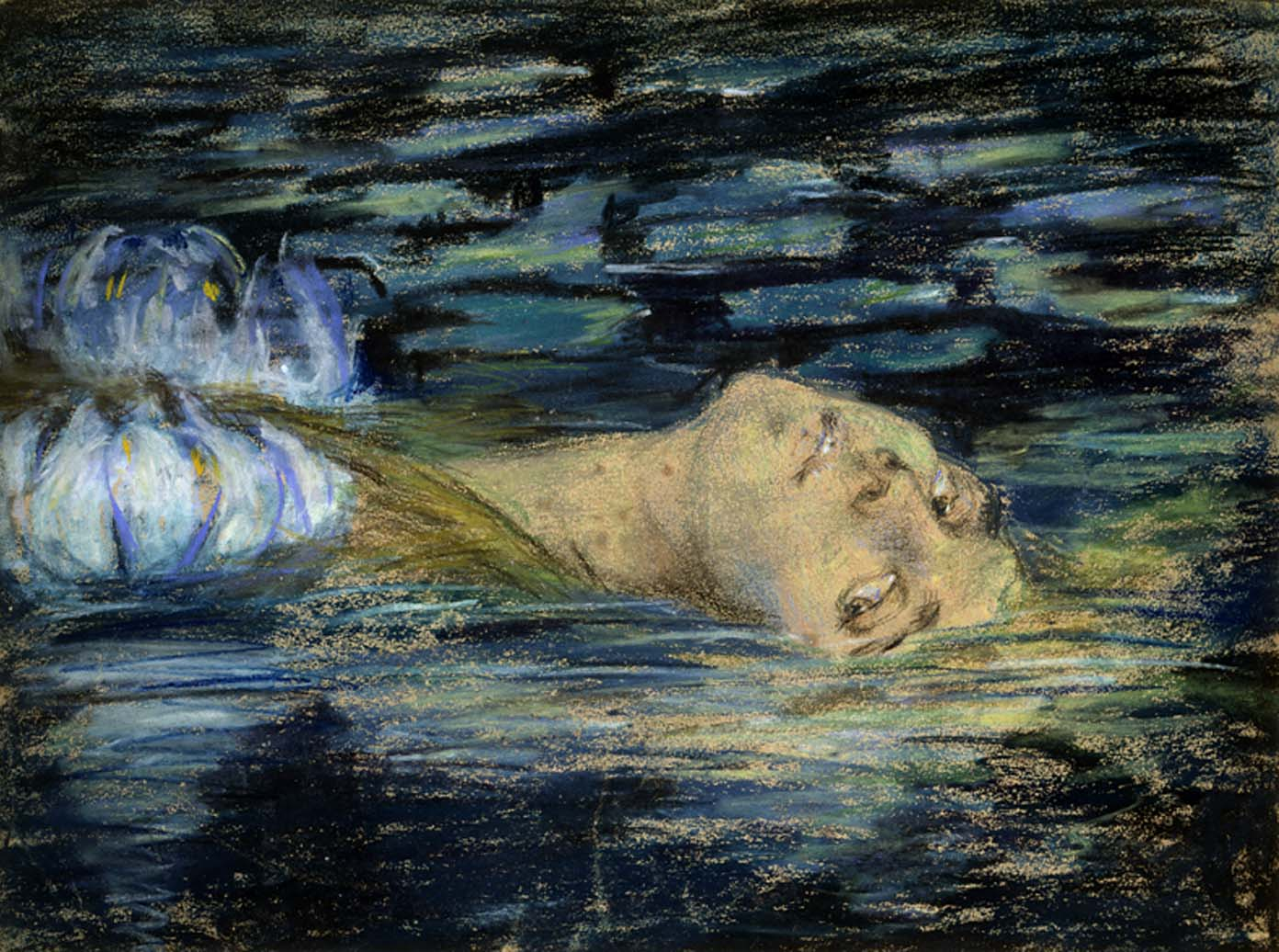
Элис Пайк Барни. Портрет Эллен Гоин (Ellen Goin) — двоюродной сестры Барни. Одна из иллюстраций к «Нескольким портретам..»

В 1900 году Барни опубликовала свою первую книгу, сборник стихотворений под названием Quelques Portraits-Sonnets de Femmes («Несколько портретов-сонетов женщин»). Стихи были написаны традиционными французскими стихами и в формальном старомодном стиле, так как Барни не любила свободные стихи. В то время как «Несколько портретов…» были описаны как «работа ученика» — классификатор, который выдает его историческое значение. Публикуя их, Барни стала первой поэтессой, открыто написавшей о любви к женщинам со времен Сапфо. Её мать представила пастельные иллюстрации сюжетов стихотворений, совершенно не подозревая, что три из четырёх женщин, которые позировали для неё, были любовницами её дочери.
Отзывы были в целом положительными и замалчивали лесбийскую тему стихотворений, некоторые даже искажали её. Газета Washington Mirror писала, что Барни «пишет оды мужским губам и глазам; но не как ученик». Однако заголовок в газете светских сплетен гласил: «Сапфо поет в Вашингтоне», и это насторожило её отца, который купил и уничтожил оставшиеся акции издательства и печатные формы.
Чтобы выйти из-под власти отца, Барни опубликовала свою следующую книгу Cinq Petits Dialogues Grecs («Пять коротких греческих диалогов», 1901) под псевдонимом Трифе. Название произошло от работ Пьера Луиса, который помогал редактировать и пересматривать рукопись. Барни также посвятила ему книгу. Первый из диалогов разворачивается в Древней Греции и содержит длинное описание Сапфо, которая «более верна в своем непостоянстве, чем другие в своей верности». Другой — выступает за язычество, а не за христианство. В 1902 году после смерти отца Барни получила полагающееся ей значительное состояние, освободившись от необходимости скрывать авторство своих книг — она больше никогда не использовала псевдоним.
Je Me Souviens («Я помню») была опубликована в 1910 году после смерти Вивьен. В том же году Барни опубликовала «Действия и интерлюдии» (Actes et Entr’actes), сборник коротких пьес и стихотворений. Одной из пьес была «Двусмысленность» (Équivoque), ревизионистская версия легенды о смерти Сапфо: вместо того, чтобы броситься со скалы из-за любви к Фаону, она делает это из-за горя, что он женится на женщине, которую она любит. Пьеса включает цитаты из фрагментов Сапфо с собственными сносками Барни на греческом языке и была исполнена с «древнегреческой» музыкой и танцами.
Барни не относилась к своим стихам так серьёзно, как Вивьен. («Если бы у меня была одна цель, это было превратить саму мою жизнь в поэму».) Её пьесы исполнялись только в любительских постановках в её саду. По словам Карлы Джей, большинству из них не хватало связных сюжетов и «вероятно, сбило бы с толку даже самую сочувствующую аудиторию». После 1910 года она в основном писала эпиграммы и мемуары, за счет которых она более известна. Её последняя книга стихов называлась «Стихи и поэмы: Авторские союзы» (Poems & Poemes: Autres Alliances) и вышла в 1920 году, объединив романтическую поэзию как на французском, так и на английском языках. Барни попросила Эзру Паунда отредактировать стихи, но впоследствии проигнорировала его подробные рекомендации.

## Салон

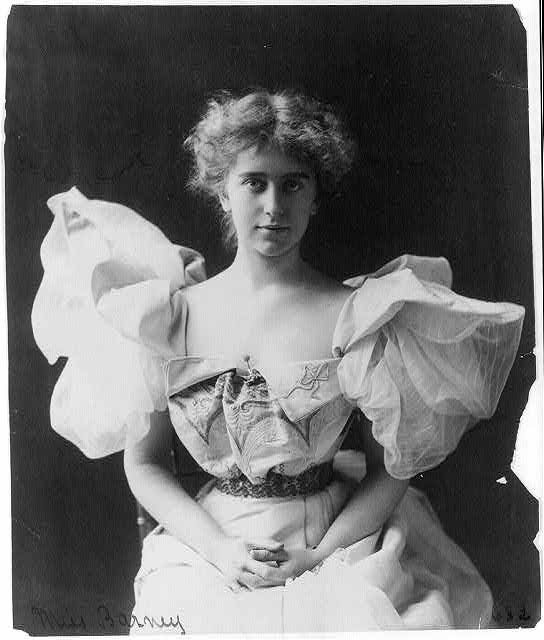
Фрэнсис Бенджамин Джонстон (1864—1952). Натали Клиффорд Барни между 1890 и 1910 годами.

На протяжении более 60 лет Барни устраивала литературный салон — еженедельное собрание, на котором люди встречались, чтобы пообщаться и обсудить литературу, искусство, музыку и любую другую интересующую их тему. Хотя она принимала у себя некоторых из самых выдающихся писателей-мужчин своего времени, Барни стремилась пролить свет на авторов-женщин и их творчество. Оживленная атмосфера была заразительной и объединила эмигрантов-модернистов с членами Французской академии. Джоан Шенкар описала салон Барни как «место, где лесбийские свидания и встречи с учеными могли сосуществовать в своего рода живом, перекрестно-опыляющем когнитивном диссонансе».
В 1900-х годах Барни проводила ранние собрания салона в своем доме в Нейи. Развлечения включали поэтические чтения и театральные представления (в которых иногда выступала Колетт). Однажды Мата Хари исполнила танец в образе леди Годивы, въехав в сад обнаженной на белом коне, запряженным в бирюзовую сбрую.

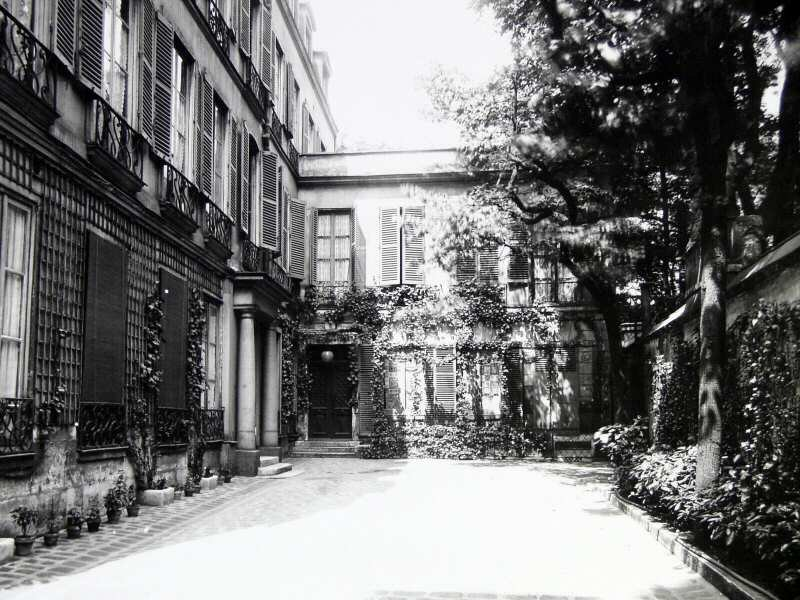
Двухэтажный павильон на улице Жакоб, 20.

Пьеса «Двусмысленность», возможно, привела Барни к тому, чтобы покинуть Нейи в 1909 году. Согласно статье в современной газете, её домовладелец возражал против того, чтобы она устраивала на открытом воздухе спектакль о Сапфо, который, по его мнению, «вплотную следует за природой». Она отменила договор аренды и арендовала павильон на улице Жакоб в Латинском квартале Парижа, и её салон находился там до конца 1960-х годов. Это был небольшой двухэтажный дом, отделенный с трех сторон от главного здания на улице. Рядом с павильоном был большой, заросший сад с дорическим «Храмом дружбы», спрятанным в одном углу. В этом новом месте салон приобрел более чопорный внешний вид, с чтением стихов и разговорами, возможно, потому что Барни сказали, что этажи павильона не выдержат больших танцевальных вечеринок. Частыми гостями в этот период были Пьер Луис, Поль Клодель, Филипп Бертло и переводчик Ж.-Ш. Мардрюс.
Во время Первой мировой войны салон стал убежищем для противников войны. Анри Барбюс однажды прочитал свой антивоенный роман «Под огнем», а Барни организовала «Конгресс женщин за мир» на улице Жакоб. Среди других посетителей салона во время войны были Оскар Милош, Огюст Роден и поэт Алан Сигер, который приехал в отпуск из Французского иностранного легиона.

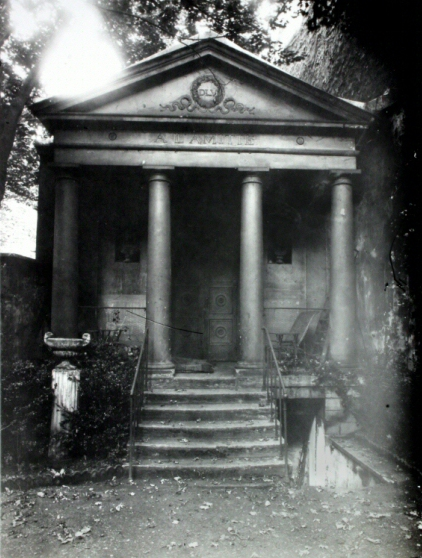
«Храм дружбы»

Эзра Паунд был близким другом Барни и часто навещал её. Они вместе планировали субсидировать Поля Валери и Т. С. Элиота, чтобы те могли оставить свою работу и сосредоточиться на писательстве, но Валери нашёл других покровителей, а Элиот отказался от гранта. Паунд познакомил Барни с авангардным композитором Джорджем Антейлом и, хотя её собственный музыкальный вкус склонялся к традиционному, она провела премьеры «Симфонии для пяти инструментов» Антейла и его «Первого струнного квартета» на улице Жакоб, 20. Также в салоне Барни познакомила Паунда со своей давней любовницей, скрипачкой Ольгой Радж.
В 1927 году Барни основала «Академию женщин» (Académie des Femmes) в честь женщин-писателей. Это было ответом влиятельной Французской Академии, основанной в XVII веке Людовиком XIII, в которой в то время не было ни одной женщины из 40 «бессмертных». В отличие от Французской Академии, её «Академия женщин» не была официальной организацией, а скорее серией чтений, проводимых в рамках обычных пятничных салонов. Среди членов были Колетт, Гертруда Стайн, Анна Викхэм, Рашильд, Люси Деларю-Мардрюс, Мина Лой, Джуна Барнс и, посмертно, Рене Вивьен.
Среди других посетителей салона в течение 1920-х годов были французские писатели Жанна Галзи, Андре Жид, Анатоль Франс, Макс Жакоб, Луи Арагон и Жан Кокто, а также англоязычные писатели Форд Мэдокс Форд, У. Сомерсет Моэм, Ф. Скотт Фицджеральд, Синклер Льюис, Шервуд Андерсон, Торнтон Уайлдер, Т. С. Элиот и Уильям Карлос Уильямс, а также немецкий поэт Райнер Мария Рильке, бенгальский поэт Рабиндранат Тагор (первый лауреат Нобелевской премии из Азии), румынский эстетик и дипломат Матила Гика, журналистка Джанет Фланнер (также известная как Женет, которая установила стиль жителя Нью-Йорка), журналист, активистка и издатель Нэнси Кунард, издатели Карес и Гарри Кросби, издатель Бланш Кнопф, коллекционер произведений искусства и меценат Пегги Гуггенхайм, Сильвия Бич (владелица книжного магазина, опубликовавшая книгу Джеймса Джойса «Улисс»), художники Тамара де Лемпицка и Мари Лорансен и танцовщица Айседора Дункан.
Для своей книги Aventures de l’Esprit («Приключения духа») 1929 года Барни нарисовала социальную диаграмму, на которой имена более ста человек, посетивших салон, превратились в приблизительную карту дома, сада и Храма Дружбы. В первой половине книги были воспоминания о 13 писателях-мужчинах, которых она знала или встречалась на протяжении многих лет, а во второй половине — была глава для каждого члена её «Академии женщин». Эта гендерно-сбалансированная структура не была отражена на упаковке книги, где восемь писателей-мужчин добавили «… и несколько женщин».
В конце 1920-х годов Рэдклиф Холл привлекла внимание публики после того, как её роман «Колодец одиночества» был запрещен в Великобритании. Чтение поэтессы Эдны Сент-Винсент Миллей заполнило салон в 1932 году. В другом пятничном салоне 1930-х годов Вирджил Томсон спел из оперы «Четыре святых в трех действиях», основанной на либретто Гертруды Стайн.
Из известных писателей-модернистов, которые проводили время в Париже, Эрнест Хемингуэй никогда не появлялся в салоне. Джеймс Джойс приходил один или два раза, но не принимал это всерьез. Марсель Пруст ни разу не присутствовал на пятницах, хотя однажды он пришёл на улицу Жакоб, 20, чтобы поговорить с Барни о лесбийской культуре во время исследования для «В поисках утраченного времени». Его визит неоднократно откладывался из-за его плохого здоровья, и когда встреча все-таки состоялась, он слишком нервничал, чтобы затронуть тему, о которой пришёл поговорить.
Éparpillements («Рассеивания», 1910) был первым сборником писем Барни — буквально, мыслей. Эта литературная форма была связана с салонной культурой во Франции с XVII века, когда жанр был усовершенствован в салоне мадам де Сабле. Мысли Барни, как и «Максимы» де Сабле, были короткими, часто однострочными эпиграммами или приятными словами, такими как «злых ушей больше, чем дурных ртов» и «быть женатым — не быть ни одному, ни вместе».
Её литературная карьера пошла вверх после того, как она отправила экземпляр Éparpillements Реми де Гурмону — французскому поэту, литературному критику и философу, который стал затворником после того, как в 30 лет заразился туберкулезной волчанкой. Он был настолько впечатлен, что пригласил её на одно из воскресных собраний в своем доме, на котором он обычно принимал лишь небольшую группу старых друзей. Барни оказала омолаживающее влияние на его жизнь, уговаривая его на вечерние поездки на автомобиле, обеды на улице Жакоб, бал в масках и даже короткий круиз по Сене. Он превратил некоторые из их обширных разговоров в серию писем, которые он опубликовал в Mercure de France, обращаясь к ней как l’Amazone, французское слово, которое может означать либо наездницу, либо амазонку; позже письма были собраны в виде книги. Он умер в 1915 году, но прозвище, которое он дал ей, останется с ней на всю жизнь — даже её надгробие идентифицирует её как «Амазонку Реми де Гурмона», — и его «Письма к Амазонке» вызвали у читателей желание узнать больше о женщине, которая вдохновили их.
В 1920 году Барни выполнила свою самую откровенно политическую работу Pensées d’une Amazone («Мысли амазонки»). В первом разделе «Сексуальные невзгоды, война и феминизм» она развила феминистские и пацифистские темы, описывая войну как «принудительное и коллективное самоубийство, предопределенное мужчиной». На войне, по её словам, мужчины «отец смерти, женщины — мать жизни, с мужеством и без выбора». Эпиграмматическая форма затрудняет определение деталей взглядов Барни — идеи представлены только для того, чтобы их отбросить, и некоторые мысли, кажется, противоречат другим. Некоторые критики интерпретируют эту форму как агрессию, ведущую к войне, которую видно во всех мужских отношениях. Карла Джей, однако, утверждает, что философия Барни не была такой уж радикальной, и её лучше резюмировать эпиграммой «Тем, кто любит войну, недостает любви к соответствующему спорту — искусству жизни».
Следующий том Pensées d’une Amazone, «Непонимание или судебный процесс Сапфо», собрал исторические труды о гомосексуализме вместе с её собственными комментариями. В нём также были затронуты такие темы как алкоголь, дружба, старость и литература; оттуда возникли афоризмы «Романы длиннее жизни» и «Романтизм — болезнь детства; те, кто имел это в молодом возрасте, самые крепкие». Третий том Nouvelles Pensées de l’Amazone («Новые мысли Амазонки») вышел в 1939 году.
«Тот, кто есть легион, или Загробная жизнь A.D.» (The One Who is Legion, or A.D.'s After-Life, 1930) была единственной книгой Барни, написанной полностью на английском языке, а также её единственным романом. Проиллюстрированная Ромейн Брукс, она касается самоубийцы, известной только как A. D., которая возвращается к жизни как гермафродитическое существо и читает книгу своей собственной жизни. Эта книга-в-книге, озаглавленная «Любовные жизни A. D.», представляет собой сборник гимнов, стихотворений и эпиграмм, во многом похожих на другие произведения самой Барни.

## Основные отношения
Несмотря на возражения нескольких своих любовниц, Барни практиковала и отстаивала немоногамию. Ещё в 1901 году в «Пяти маленьких греческих диалогах» она выступала за множественные отношения и против ревности; в «Рассеиваниях» она писала: «Человек неверен тем, кого любит, чтобы их обаяние не стало простой привычкой». Несмотря на то, что она могла быть довольно ревнивой, она также активно поощряла, по крайней мере, некоторых из своих любовниц быть немоногамными.
Отчасти благодаря Джин Шалон и биографии Натали, опубликованной на английском языке под названием «Портрет соблазнительницы» (Portrait of a Seductress), Барни стала более широко известна своими многочисленными отношениями, чем писательством или салоном. Однажды она составила список, разделенный на три категории: связи, полусвязи и приключения. Колетт была промежуточным звеном, в то время как художница и дизайнер мебели Эйр де Ланукс, с которой у неё были постоянные связи в течение нескольких лет, числилась авантюрой. Среди отношений, которые она считала наиболее важными были Оливия Кастанс, Рене Вивьен, Элизабет де Грамон, Ромейн Брукс и Долли Уайльд. Из них три самых продолжительных отношения были с де Грамон, Брукс и Уайльд; с 1927 года она была связана со всеми тремя одновременно, и эта ситуация закончилась только смертью Уайльд. Её более короткие романы, такие как отношения с Колетт и Люси Деларю-Мардрюс, часто перерастали в дружбу на всю жизнь.

### Элизабет де Грамон

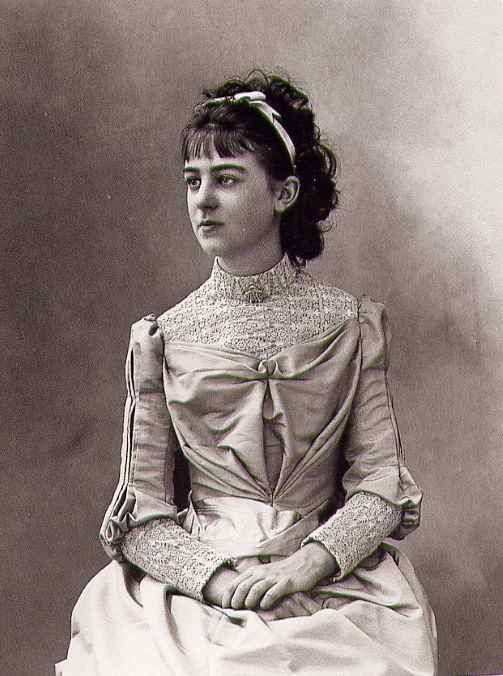
Элизабет де Грамон в 1889 году

Элизабет де Грамон (Élisabeth de Gramont, 1875—1954), герцогиня Клермон-Тоннер, была писательницей, наиболее известной своими популярными мемуарами. Как потомок Генриха IV она выросла среди аристократии. Когда Элизабет была ребёнком, по словам Джанет Фланнер, «крестьяне на её ферме … умоляли её не чистить обувь перед тем, как войти в их дома». Она оглянулась назад на этот потерянный мир богатства и привилегий с небольшим сожалением и стала известна как «красная герцогиня» за её поддержку социализма. В 1910 году когда встретила Барни она была замужем и имела двух дочерей; её муж, как говорят, был жестоким и деспотичным. В конце концов они расстались, и в 1918 году она и Барни подписали брачный контракт, в котором говорилось: «Ни один союз не может быть таким крепким, как этот союз, ни один союз не может быть столь нежным, ни отношения — такими прочными».
Элизабет приняла немоногамию Барни — возможно, сначала неохотно — и изо всех сил старалась быть снисходительной к другим своим любовницам, включая Ромейн Брукс, когда она приглашала Барни в отпуск за город. Отношения продолжались до смерти де Грамон в 1954 году.

### Ромейн Брукс

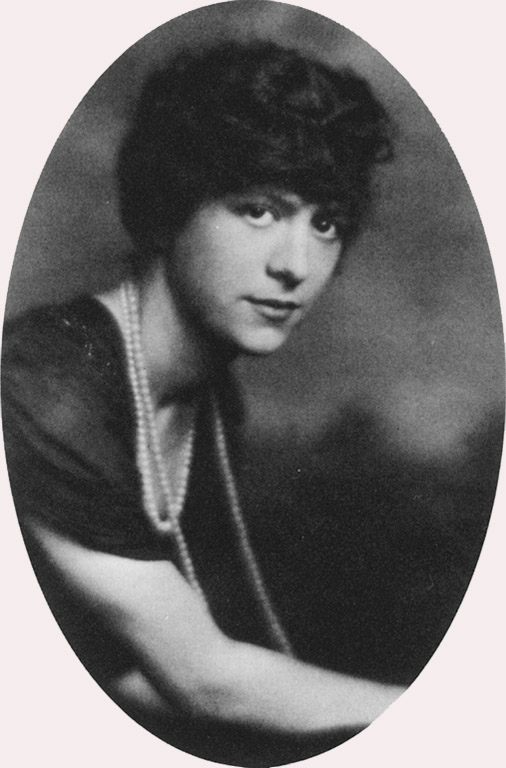
Ромейн Брукс

Самые длительные отношения Барни были с американской художницей Ромейн Брукс, с которой она познакомилась около 1914 года. Брукс специализировалась на портретной живописи и была известна своей мрачной палитрой серого, чёрного и белого. В течение 1920-х годов она нарисовала несколько портретов из круга общения Барни, включая де Грамон и саму Барни.
Брукс достаточно хорошо переносила случайные связи Барни, чтобы дразнить её по этому поводу, и за эти годы у неё было несколько собственных, но она могла ревновать, когда новая любовь становилась серьёзной. Обычно она просто уезжала из города, но в какой-то момент поставила Барни ультиматум выбрать между ней и Долли Уайльд — уступив, как только Барни сдалась. В то же время, хотя Брукс была предана Барни, она не хотела жить с ней как полноценная пара; она не любила Париж, презирала друзей Барни, ненавидела постоянное общение, в котором Барни преуспевала, и чувствовала, что полностью остается собой только в одиночестве. Чтобы удовлетворить потребность Брукс в уединении, они построили летний дом, состоящий из двух отдельных крыльев, соединённых столовой, который они назвали Villa Trait d’Union (вилла «Черта единства»). Брукс также проводила большую часть года в Италии или путешествовал по Европе, вдали от Барни. Они оставались преданными друг другу более пятидесяти лет.

### Долли Уайльд

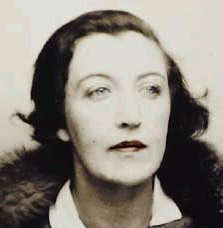
Дороти (Долли) Уайльд

Долли Уайльд была племянницей Оскара Уайльда (с которым Натали Барни познакомилась маленькой девочкой) и последней из её семьи, носившей фамилию Уайльд. Она была известна своим эпиграмматическим остроумием, но в отличие от своего знаменитого дяди, никогда не умела применять свои способности к какой-либо публикуемой литературе; её письма — единственное наследие. Она работала переводчицей, и её часто поддерживали другие, в том числе Барни, с которой она познакомилась в 1927 году.
Как и Вивьен, Уайльд была склонна к саморазрушению и боролась с психическими заболеваниями. Она несколько раз пыталась покончить с собой и провела большую часть своей жизни, пристрастившись к алкоголю и героину. Барни — ярая противница употребления наркотиков и алкоголизма, несколько раз финансировала детоксикацию наркотиков, но безрезультатно. После пребывания в доме престарелых Уайльд приобрела новую зависимость от паральдегида — снотворного, который тогда продавался без рецепта.
В 1939 году у неё был диагностирован рак молочной железы, и она отказалась от операции, ища альтернативные методы лечения. В следующем году Вторая мировая война разлучила её с Барни; она бежала из Парижа в Англию, в то время как Барни отправилась в Италию с Брукс. Она умерла в 1941 году от причин, которые так и не были полностью объяснены; одним из наиболее распространенных предположений была передозировка паральдегида.

## Вторая мировая война и после неё
Отношение Барни во время Второй мировой войны было неоднозначным. В 1937 году Уна Винченцо, леди Трубридж жаловалась, что Барни «наговорила много бессмысленной чепухи о тирании фашизма». Сама Барни на четверть была еврейкой, и поскольку она провела войну в Италии с Ромейн Брукс, ей грозила депортация в концлагерь — судьбы, которой она избежала, только телеграфировав своей сестре Лоре для получения нотариально заверенного документа, подтверждающего её конфирмацию. Тем не менее, она верила пропаганде «Оси», которая изображала союзников как агрессоров, так что фашизм казался ей логическим следствием её пацифизма. Неопубликованные мемуары, которые она написала в годы войны, являются профашистскими и антисемитскими, в них цитируются речи Гитлера, очевидно, с одобрением.
Возможно, что антисемитские отрывки в её мемуарах предназначались для использования в качестве доказательства того, что она не была еврейкой; на неё могли повлиять антисемитские радиопередачи Эзры Паунда. Как бы то ни было, она помогла еврейской паре сбежать из Италии, обеспечив проезд на корабле в Соединённые Штаты. К концу войны её симпатии снова изменились, и она видела в союзниках освободителей.
Вилла «Черта Единства» была разрушена в результате бомбардировки. После войны Брукс отказалась жить с Барни в Париже и осталась в Италии; они часто навещали друг друга. Их отношения оставались моногамными до середины 1950-х годов, когда Барни встретила свою последнюю новую любовь, Джанин Лаховари, жену отставного румынского посла. Лаховари сделала все возможное, чтобы завоевать дружбу Ромейн Брукс, Барни заверила Брукс, что их отношения по-прежнему на первом месте, и треугольник казался стабильным.
Салон возобновился в 1949 году и продолжал привлекать молодых писателей, для которых он был как частью истории, так и местом, где создавалась литературная репутация. Трумэн Капоте был периодическим гостем в течение почти десяти лет; он описал обстановку как «полностью на рубеже веков» и вспомнил, что Барни познакомила его с моделями для нескольких персонажей Марселя Пруста «В поисках потерянного времени». Алиса Бабетт Токлас стала завсегдатаем после смерти Гертруды Стайн в 1946 году. По пятницам в 1960-х годах чествовали Мэри Маккарти и Маргерит Юрсенар, которая в 1980 году — через восемь лет после смерти Барни — стала первой женщиной-членом Французской академии.

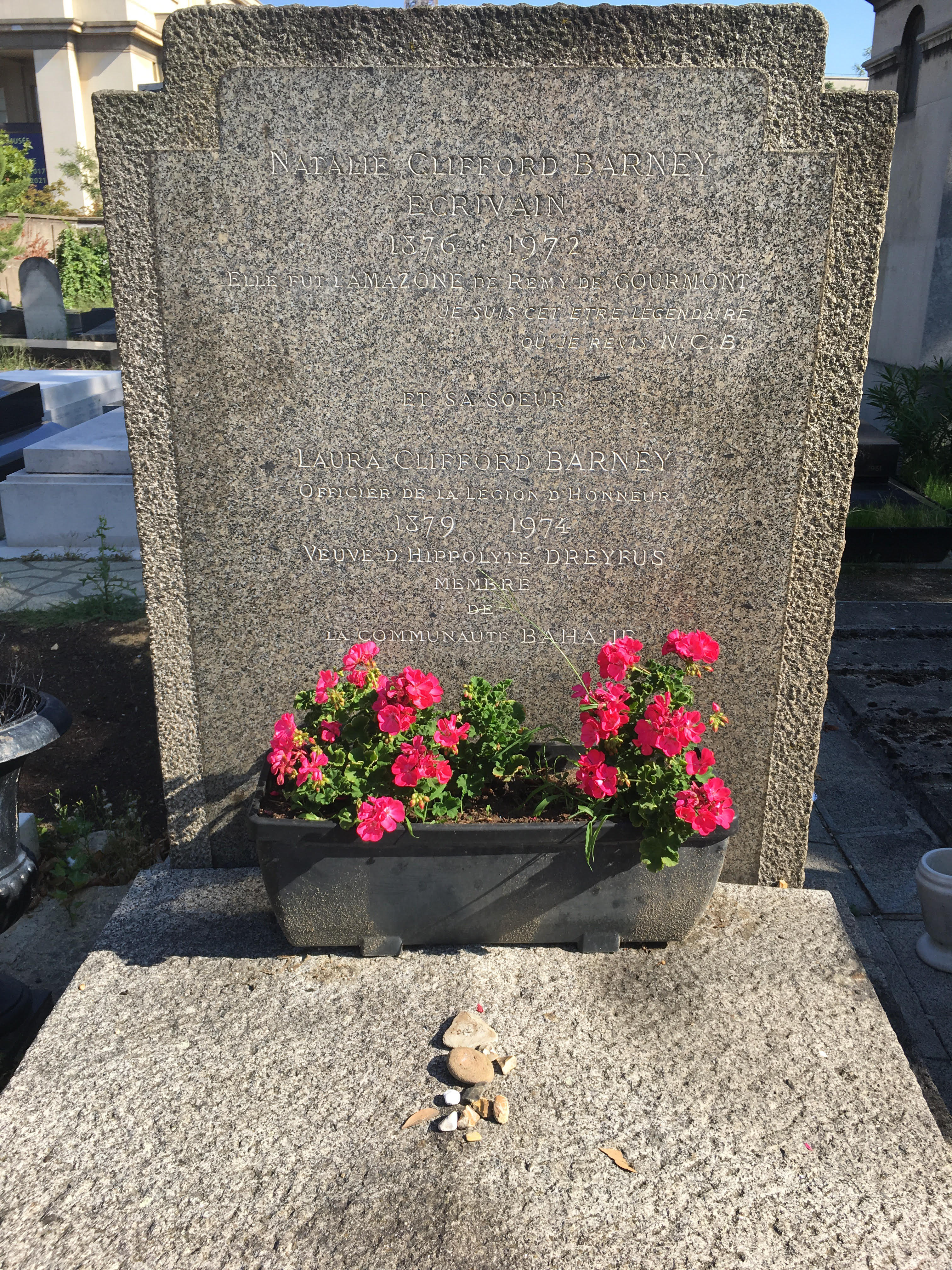
Могила Натали Барни.

Барни не вернулась к написанию эпиграмм, но опубликовала два тома воспоминаний о других писателях, которых она знала, «Нескромные воспоминания» (Souvenirs Indiscrets, 1960) и «Черты и портреты» (Traits et Portraits, 1963). Она также работала над тем, чтобы найти издателя для мемуаров Брукс и разместить свои картины в галереях.
В конце 1960-х Брукс становилась все более замкнутой и параноидальной; она впала в депрессию и отказывалась встречаться с врачами, которых посылала Барни. Огорченная присутствием Лаховари в их последние годы, которые, как она надеялась, они проведут исключительно вместе, она наконец разорвала контакт с Барни. Барни продолжала писать ей, но не получала ответов. Брукс умерла в декабре 1970 года, а Барни — 2 февраля 1972 года от сердечной недостаточности. Она похоронена на кладбище Пасси, Париж, Иль-де-Франс, Франция.

## Наследие
К концу жизни Натали Барни её работа была в значительной степени забыта. В 1979 году Барни была удостоена чести занять место в феминистском произведении Джуди Чикаго «Званый ужин». В 1980-х годах Барни начали признавать за то, что Карла Джей (Karla Jay) называет «почти сверхъестественным предвкушением» проблем более поздних писательниц-феминисток. Английские переводы некоторых её мемуаров, эссе и эпиграмм появились в 1992 году, но большинство её пьес и стихов до сих пор не переведены.

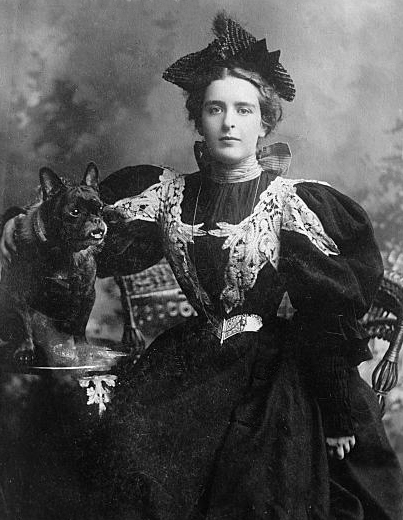
Натали Барни в молодости.

Её косвенное влияние на литературу через салон и многочисленные литературные дружеские отношения можно увидеть в количестве писателей, которые обращались к ней или изображали её в своих произведениях. «Клодина уходит» (Claudine s’en va, 1903) Колетт содержит краткое описание Барни как «мисс Флосси», повторяющее прозвище, которое она ранее получила в романе де Пужи «Идиллия». Рене Вивьен написала о ней много стихотворений, а также символистский роман Une femme m’apparut («Мне явилась женщина», 1904), в котором Барни описывается «с глазами… острыми и синими как лезвие…. Очарование опасности исходило от неё и неумолимо влекло меня». Реми де Гурмон обращался к ней в своих письмах к «Амазонке», а Труман Капоте упомянул её в своем последнем, незаконченном романе «Ответ на молитвы». Она также появлялась в более поздних романах писателей, которые никогда её не встречали. «Минимакс» Анны Ливии (1991) изображает Барни и Рене Вивьен как все ещё живых вампиров. Un soir chez l’Amazone («Вечер у Амазонки», 2001) Франческо Рапаццини (Francesco Rapazzini) — исторический роман о салоне Барни. Английский перевод этой книги Салли Гамильтон (Sally Hamilton) и Сюзанны Стро (Suzanne Stroh) вышел в виде аудиокниги, прочитанной Сюзанной Стро под названием «Ночь у Амазонки» (A Night at the Amazon’s, 2020).
По словам Лилиан Фадерман, «За четыре десятилетия между 1928 и концом 1960-х годов, вероятно, не было ни одной лесбиянки, способной читать по-английски или на любом из одиннадцати языков, на которые была переведена книга, незнакомой с „Колодцем одиночества“». Хотя автор романа, Рэдклифф Холл, задумала его как аргумент в пользу большей терпимости к тому, что она назвала «сексуальными извращениями», читатели-лесбиянки часто критиковали главную героиню за ненависть к себе и использование таких терминов, как «чудачка» и «ошибка Бога». Барни, как хозяйка салона Валери Сеймур, появляется в романе как символ другого отношения. «Ведь Валери, спокойная и уверенная, создавала атмосферу смелости, каждый чувствовал себя таким нормальным и смелым, когда они собирались вместе у Валери Сеймур».
Люси Деларю-Мардрюс написала любовные стихи Барни в первые годы века, а в 1930 году изобразила её в романе L’Ange et les Pervers («Ангел и извращенцы»), в котором она сказала, что «подробно проанализировала и описала Натали, а также жизнь, в которую она меня посвятила». Главный герой романа — гермафродит по имени Марион, который ведет двойную жизнь, посещая литературные салоны в женском платье, а затем переодеваясь из юбки в брюки, чтобы посещать гей-вечеринки. Барни — Лоретта Уэллс, хозяйка салона, которая проводит большую часть романа, пытаясь вернуть бывшего любовника, свободно основанного на Рене Вивьен. Изображение её в книге иногда резко критично, но она единственный человек, чьей компанией наслаждается Марион. Марион говорит Уэллс, что она «порочна… распутна, эгоцентрична, несправедлива, упряма, иногда скупа… [но] настоящий бунтарь, всегда готовый подстрекать других к восстанию…. [Вы]способны любить кого-то таким, какой он есть, даже вором — в этом заключается ваша единственная верность. И поэтому я вас уважаю».
После встречи с Барни в 1930-х годах русская поэтесса Марина Ивановна Цветаева обратилась к ней в «Письме к Амазонке» (1934), в котором выразила свои противоречивые чувства по поводу любви между женщинами. Результатом, по словам Терри Касла, является «совершенно загадочная, параноидальная, подавляющая часть мечтательности».
Барни и женщины из её круга общения являются предметом «Дамского альманаха» Джуны Барнс (1928), романа с ключом, написанного в архаичном раблезианском стиле, с собственными иллюстрациями Барнс в стиле елизаветинских гравюр на дереве. Она играет главную роль в роли дамы Эванджелины Мюссе, «которая в своем сердце была одним большим красным крестом для преследования, облегчения и отвлечения внимания таких девушек, как в их задних частях, передних частях, и в каких бы частях они ни страдали больше всего, безжалостно оплакивала». В «Первой угрозе» (Pioneer and a Menace) в юности дама Мюссе произвела впечатление на «остроумного и эрудированного пятидесятилетнего»; она спасает женщин в беде, делится мудростью, и после её смерти возведена в святость. Также под вымышленными именами появляются Элизабет де Грамон, Ромейн Брукс, Долли Уайлд, Рэдклифф Холл и её любовница Уна, леди Траубридж, Джанет Фланнер и Солита Солано, а также Мина Лой. Неясный язык, внутренние шутки и двусмысленность «Дамского альманаха» заставляли критиков спорить о том, является ли это нежной сатирой или горькой атакой, но сама Барни любила книгу и перечитывала её на протяжении всей своей жизни.

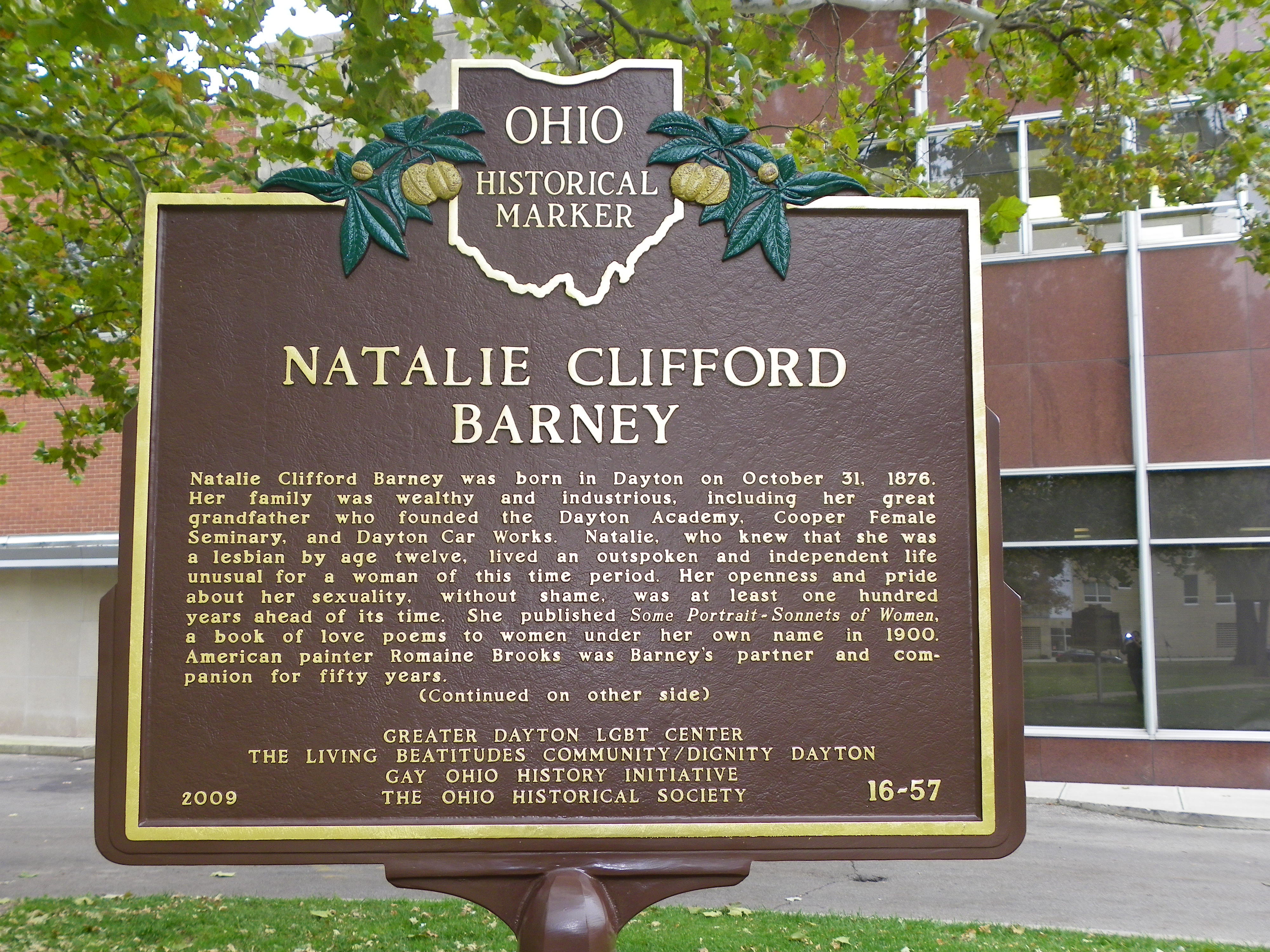
Мемориальная доска Натали Барни.

26 октября 2009 года Барни была удостоена исторического маркера (мемориальной доски) в своем родном городе Дейтон штата Огайо. На маркере впервые в Огайо была отмечена сексуальная ориентация знаменитой персоны. Эта мемориальная доска была осквернена в июле 2010 года.
Французская новелла Барни Amants féminins ou la troisième, предположительно написанная в 1926 году, была опубликована в 2013 году. Она была переведена на английский Челси Рэй и опубликована в 2016 году под названием «Любовницы или третья женщина».

## Работы

### На французском языке
- Quelques Portraits-Sonnets de Femmes / «Несколько портретов-сонетов женщин» (Paris: Ollendorf, 1900)
- Cinq Petits Dialogues Grecs / «Пять маленьких греческих диалогах» (Paris: La Plume, 1901; as «Tryphé»)
- Actes et entr’actes / «Действия и интерлюдии» (Paris: Sansot, 1910)
- Je me souviens / «Я помню» (Paris: Sansot, 1910)
- Éparpillements / «Рассеивания» (Paris: Sansot, 1910)
- Pensées d’une Amazone (Paris: Emile Paul, 1920)
- Aventures de l’Esprit (Paris: Emile Paul, 1929)
- Nouvelles Pensées de l’Amazone / «Мысли амазонки» (Paris: Mercure de France, 1939)
- Souvenirs Indiscrets / «Нескромные воспоминания» (Paris: Flammarion, 1960)
- Traits et Portraits / "Черты и портреты " (Paris: Mercure de France, 1963)
- Amants féminins ou la troisième / «Любовницы или третья женщина» (Paris: ErosOnyx, 2013)

### На английском языке
- Poems & Poèmes: Autres Alliances (Paris: Emile Paul, New York: Doran, 1920) — bilingual collection of poetry / «Стихи и поэмы: Авторские союзы» (Париж: Эмиль Поль, Нью-Йорк: Доран, 1920) — двуязычный сборник стихов
- The One Who Is Legion (London: Eric Partridge, Ltd., 1930; Orono, Maine: National Poetry Foundation, 1987) facsimile reprint with an afterword by Edward Lorusso / «Тот, кто есть легион» (Лондон: Эрик Партридж, Лтд., 1930; Ороно, штат Мэн: Национальный фонд поэзии, 1987) факсимильная перепечатка с послесловием Эдварда Лоруссо

### Переводы на английский язык
- A Perilous Advantage: The Best of Natalie Clifford Barney (New Victoria Publishers, 1992); edited and translated by Anna Livia / «Опасное преимущество: Лучшее из Натали Клиффорд Барни» (издательство «Новая Виктория», 1992); отредактировано и переведено Анной Ливией
- Adventures of the Mind (New York University Press, 1992); translated by John Spalding Gatton / «Приключения разума» (Издательство Нью-Йоркского университета, 1992); перевод Джона Сполдинга Гаттона
- Women Lovers, or The Third Woman (University of Wisconsin Press, 2016); edited and translated by Chelsea Ray / «Женщины-любовницы, или Третья женщина» (Издательство Висконсинского университета, 2016); отредактировано и переведено Челси Рэй.

### Книги о Натали Барни
- Wickes, George (1976). The Amazon of Letters. New York: Putnam. ISBN 0-399-11864-0.
- Chalon, Jean (1979). Portrait of a Seductress: The World of Natalie Barney. New York: Crown Publishers. ISBN 0-517-53264-6.
- Jay, Karla (1988). The Amazon and the Page. Bloomington: Indiana University Press. ISBN 0-253-20476-3.
- Rodriguez, Suzanne (2002). Wild Heart: A Life: Natalie Clifford Barney and the Decadence of Literary Paris. New York: HarperCollins. ISBN 0-06-093780-7.
- Souhami, Diana (2005). Wild Girls: Paris, Sappho, and Art: The Lives and Loves of Natalie Barney and Romaine Brooks. New York: St. Martin’s Press. ISBN 0-312-34324-8.

### Другие источники
- «Alice Pike Barney: Biography». Smithsonian American Art Museum. Retrieved September 3, 2006.
- Barnes, Djuna; with an introduction by Susan Sniader Lanser (1992). Ladies Almanack. New York: New York University Press. ISBN 0-8147-1180-4.
- Barney, Natalie Clifford; trans. John Spalding Gatton (1992). Adventures of the Mind. New York: New York University Press. ISBN 0-8147-1178-2.
- Barney, Natalie Clifford; ed. and trans. Anna Livia (1992). A Perilous Advantage: The Best of Natalie Clifford Barney. Norwich, VT: New Victoria Publishers Inc. ISBN 0-934678-38-3.
- Benstock, Shari (1986). Women of the Left Bank: Paris, 1900—1940. Texas: University of Texas Press. ISBN 0-292-79040-6.
- Bonnevier, Katarina (2007). Behind Straight Curtains: towards a queer feminist theory of architecture. Stockholm: Axl Books. ISBN 978-91-975901-6-7.
- Castle, Terry (2003). The Literature of Lesbianism. New York: Columbia University Press. ISBN 0-231-12510-0.
- Colette (2000). The Pure and the Impure. Translated by Herma Briffault. New York: New York Review of Books. ISBN 0-940322-48-X.
- Conley, John J. (2002). The Suspicion of Virtue: Women Philosophers in Neoclassical France. Ithaca: Cornell University Press. ISBN 0-8014-4020-3.
- Conover, Anne (2001). Olga Rudge and Ezra Pound: «What Thou Lovest Well…». New Haven & London: Yale University Press. ISBN 0-300-08703-9.
- Delarue-Mardrus, Lucie; trans. Anna Livia (1995). The Angel and the Perverts. New York: New York University Press. ISBN 0-8147-5098-2.
- Denkinger, Marc (December 1937). «Remy de Gourmont Critique». PMLA. Modern Language Association. 52 (4): 1147—1160. doi:10.2307/458509. JSTOR 458509.
- Dorf, Samuel N. Performing Antiquity: Ancient Greek Music and Dance from Paris to Delphi, 1890—1930. Oxford and New York: Oxford University Press, 2019. ISBN 9780190612092.
- Faderman, Lillian (1981). Surpassing the Love of Men. New York: William Morrow & Co. ISBN 0-688-00396-6.
- Flanner, Janet (1979). Paris was Yesterday: 1925—1939. New York: Penguin. ISBN 0-14-005068-X.
- Hall, Radclyffe (1981). The Well of Loneliness. New York: Avon. ISBN 0-380-54247-1.
- Haskell, Susan; Zora Martin Felton. «Record Unit 7473, Alice Pike Barney Papers, circa 1889—1995». Smithsonian Institution Archives. Retrieved September 3, 2006.
- Hawthorne, Melanie (2012). «You are Here». Dix-Neuf. 16: 87-111. doi:10.1179/1478731811Z.0000000009. S2CID 218770922.</ref>
- Inness, Sherrie A. (October 20, 2005). «Novel: Lesbian». glbtq: An Encyclopedia of Gay, Lesbian, Bisexual, Transgender, and Queer Culture. Archived from the original on September 1, 2006. Retrieved September 19, 2006.
- Kling, Jean L. (1994). Alice Pike Barney: Her Life and Art. Washington, DC: Smithsonian Institution Press. p. 24. ISBN 1-56098-344-2.
- Livia, Anna (1995). «Introduction: Lucie Delarue-Mardrus and the Phrenetic Harlequinade.» In Delarue-Mardrus, 1-60.
- Livia, Anna (1992). «The Trouble with Heroines: Natalie Clifford Barney and Anti-Semitism.» In Barney, A Perilous Advantage, 181—193.
- Lockard, Ray Anne (2002). «Brooks, Romaine». glbtq: An Encyclopedia of Gay, Lesbian, Bisexual, Transgender, and Queer Culture. Archived from the original on March 8, 2007. Retrieved September 21, 2006.
- Love, Heather (Summer 2000). «Hard Times and Heartaches: Radclyffe Hall’s The Well of Loneliness». Journal of Lesbian Studies. 4 (2): 115—128. doi:10.1300/J155v04n02_08. S2CID 147760713.
- Rapazzini, Francesco (Fall 2005). «Elisabeth de Gramont, Natalie Barney’s 'eternal mate'». South Central Review. Johns Hopkins University Press. 22 (3): 6-31. doi:10.1353/scr.2005.0053. S2CID 170974270.
- Schenkar, Joan (2000). Truly Wilde: The Unsettling Story of Dolly Wilde, Oscar’s Unusual Niece. New York: Basic Books. ISBN 0-465-08772-8.
- Secrest, Meryle (1974). Between Me and Life: A Biography of Romaine Brooks. Garden City, NY: Doubleday. p. 275. ISBN 0-385-03469-5.
- Souhami, Diana (1999). The Trials of Radclyffe Hall. New York: Doubleday. ISBN 0-385-48941-2.
- Stimpson, Catharine R. (Winter 1981). «Zero Degree Deviancy: The Lesbian Novel in English». Critical Inquiry. 8 (2): 363—379. doi:10.1086/448159. JSTOR 1343168. S2CID 162249181.
- Weiss, Andrea (1995). Paris Was a Woman: Portraits From the Left Bank. San Francisco: Harper San Francisco. ISBN 0-06-251313-3.